# Wójtówka (Dolnoslezské vojvodství)
Wójtówka (německy Voigtsdorf bei Landeck někdy jen Voigtsdorf) je vesnice v Polsku nacházející se v okrese Kladsko, v Dolnoslezském vojvodství. Administrativně patří ke gmině Lądek-Zdrój.

## Dějiny (náboženské)
Ve 40. letech 19. století zde působil baptistický sbor, oficiálně založený roku 1848 misionářem Ignácem Straubem. Působil zde také kazatel O. Priedemann. Sbor se stal střediskem baptistických misií pro oblast Kladska. Bohoslužby se zde konaly v soukromém domě a křest v místním rybníce. V roce 1849 měl sbor 18 pokřtěných členů. V polovině 19. století se někteří z této komunity odstěhovali do Ameriky, jiní se přidali k evangelíkům.